# Pico-ITX
Pico-ITX — форм-фактор системных плат для PC, анонсированный VIA Technologies в январе 2007 и продемонстрированный в том же году на CeBIT.

## История

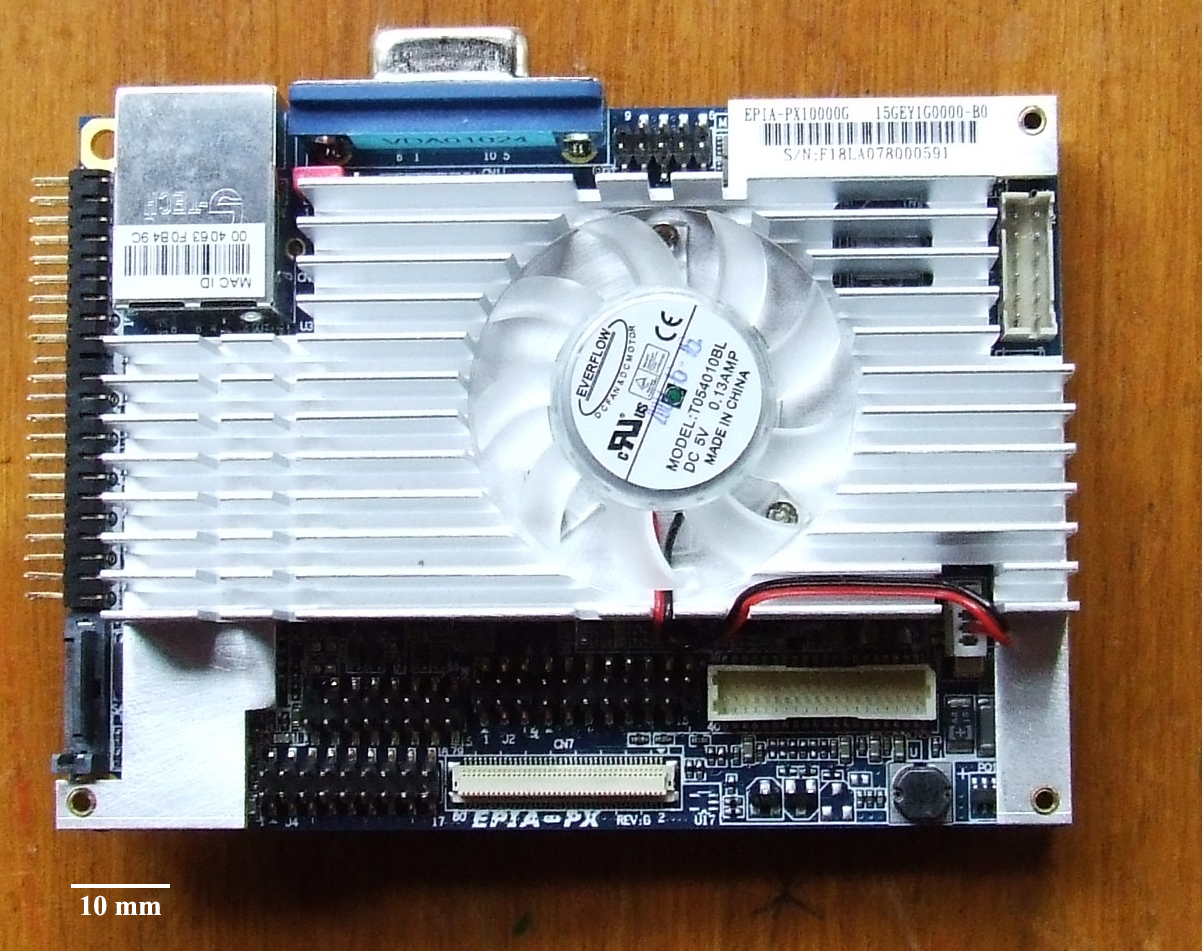
Материнская плата формата Pico-ITX

Первую материнскую плату стандарта Pico-ITX представила компания VIA Technologies. Эти платы будут изготовляться для сверхкомпактных компьютерных систем невысокой производительности.
Размеры платы составляют всего лишь 100×72 мм. На ней устанавливается процессор VIA C7 с тактовой частотой в 1 ГГц, чипсеты CX700M/VX700 с интегрированным графическим ядром, память DDR2 SO-DIMM. Плата обладает четырьмя разъёмами USB, одним контроллером Ethernet и контроллером SATA-2. Кроме того, производителям удалось разместить на плате звуковую карту VIA VT1708A (7.1 HDA и S/PDIF) и универсальный кардридер.
В настоящее время материнские платы Pico-ITX разработаны также и для процессора Intel Atom.